# NGC 7680-1
NGC 7680-1 je eliptična galaktika u zviježđu Pegazu. 

## Vanjske poveznice
- (engl.) SEDS: NGC 7680
- (engl.) Hartmut Frommert: Revidirani Novi opći katalog
- (engl.) Izvangalaktička baza podataka NASA-e i IPAC-a
- (engl.) Astronomska baza podataka SIMBAD
- (engl.) VizieR
- DSS-ova slika NGC 7680  Arhivirana inačica izvorne stranice od 31. ožujka 2016. (Wayback Machine)
- (engl.) Auke Slotegraaf: NGC 7680 Deep Sky Observer's Companion
- (engl.) Courtney Seligman: Objekti Novog općeg kataloga: NGC 7650 - 7699